# Ахмед Аль-Каф
Ахмед Абу Бакар Саїд Аль-Каф (араб. أحمد أبو بكر سعيد الكاف; нар. 6 березня 1983) — оманський футбольний арбітр, арбітр ФІФА з 2010 року.

## Біографія
Обслуговував матчі азійського відбору на чемпіонат світу 2018 року, а також постійно обслуговує матчі Ліги чемпіонів АФК.
На початку 2018 року був одним з арбітрів Молодіжного чемпіонату Азії, де відсудив в тому числі та фінальну гру. Згодом в тому ж році обслуговував і другий фінальний матч Ліги чемпіонів АФК 2018 року.
Був одним з арбітрів Кубка Азії 2019 року.
У травні-червні 2019 обслуговував матчі молодіжного чемпіонату світу в Польщі.